# Máthé Éva
Máthé Éva  (Nagybecskerek, 1924. szeptember 18. – Miskolc, 2004. március 21.) Jászai Mari-díjas magyar színésznő, érdemes művész a Miskolci Nemzeti Színház Örökös Tagja.

## Életpályája
1954-ben diplomázott a Színház- és Filmművészeti Főiskolán, de már 1941-től vidéki színházakban szerepelt (Szegedi Nemzeti Színház, Pécsi Nemzeti Színház, Debreceni Csokonai Színház). 1949-től haláláig a Miskolci Nemzeti Színház tagja volt. Közel 170 szerepet játszott el, egyformán sikeres volt operettekben és drámákban is. 1962-ben Jászai Mari-díjat kapott, 1973-ban érdemes művész lett. 1974-ben Miskolc városától Déryné-gyűrűt kapott. A Miskolci Nemzeti Színház Örökös Tagja.

## Fontosabb színházi szerepei
- Szigligeti Ede: Liliomfi... Mariska
- Molière: Tartuffe... Mariane, Dorine, Elmíra, Pernellné asszony
- Bertolt Brecht – Kurt Weill: Koldusopera... Polly
- Bertolt Brecht: A szecsuáni jólélek... Jang asszony
- Arisztophanész: Lüszisztraté... Lüszisztraté
- Tennessee Williams: A vágy villamosa... Blanche
- George Bernard Shaw – Alan Jay Lerner: My Fair Lady... Mrs. Higgins
- Anton Pavlovics Csehov: Ványa bácsi... Jelena
- Lev Nyikolajevics Tolsztoj: Háború és béke... Liza, Andrej felesége
- William Shakespeare: Rómeó és Júlia... Dajka
- Örkény István: Macskajáték... Orbánné
- Fejes Endre: Rozsdatemető... Csele Juli
- Szakonyi Károly: Hongkongi paróka... Mara
- Németh Ákos: Lovass Anita... Rokon II. (Csokonai Nemzeti Színház)
- Agatha Christie: A vád tanúja... Janet MacKenzie
- Csiky Gergely: A nagymama... Szerémi grófné
- Móricz Zsigmond: Nem élhetek muzsikaszó nélkül... Mina néni; Málcsi néni, Veronka mamája
- Molnár Ferenc: Liliom... Mari
- Robert Thomas: A hölgy fecseg és nyomoz... Alice Postic
- Eisemann Mihály: Tokaji aszú... Mari néni, szakácsnő
- Ödön von Horváth: Mesél a bécsi erdő... Nagyanya
- Bródy Sándor: A szerető... Ágoston anyja
- Victorien Sardou: Szókimondó asszonyság... Kata
- Jerry Herman – Michael Stewart: Hello Dolly... Mrs. Dolly Levi
- Huszka Jenő: Bob herceg... Annie

## Filmek, TV
- Napraforgó (1976)
- Özvegy és leánya (sorozat) (1983) ... Ágnes, Mikes felesége
- Boldog békeidők (1993) ... Fányi néni

## Díjai, elismerései
- Jászai Mari-díj (1962)
- Érdemes művész (1973)[2]